# Златна арена за најбољи сценарио
Златна арена за најбољи сценарио назив је највишег признања за сценарио, које се додељује на Фестивалу играног филма у Пули. Награда се од 1955. године додељивала најбољем сценарију на простору СФРЈ, а од 1992. године на такмичењу учествују само филмови са подручја Хрватске.

## Списак добитника

### За време СФРЈ (1955—1990)
| Година | Добитник                            | Филм                   |
| ------ | ----------------------------------- | ---------------------- |
| 1955.  | Славко Јаневски                     | Вучја ноћ              |
| 1956.  | Ратко Ђуровић                       | Зле паре               |
| 1957.  | Славко Колар                        | Свога тела господар    |
| 1958.  | Звонимир Берковић (подељена)        | Х-8                    |
| 1958.  | Томислав Буторац (подељена)         | Х-8                    |
| 1959.  | Вељко Булајић (подељена)            | Влак без возног реда   |
| 1959.  | Иво Браут (подељена)                | Влак без возног реда   |
| 1959.  | Стјепан Перовић (подељена)          | Влак без возног реда   |
| 1959.  | Елио Петри (подељена)               | Влак без возног реда   |
| 1960.  | Зора Дирнбац                        | Девети круг            |
| 1961.  | Драгослав Илић (подељена)           | Узаврели град          |
| 1961.  | Раденко Остојић (подељена)          | Узаврели град          |
| 1961.  | Вељко Булајић (подељена)            | Узаврели град          |
| 1963.  | Арсен Диклић                        | Радопоље               |
| 1964.  | Иван Рибич                          | Не плачи, Петре        |
| 1966.  | Звонимир Берковић (подељена)        | Рондо                  |
| 1966.  | Симон Дракул (подељена)             | До победе и даље       |
| 1967.  | Пуриша Ђорђевић                     | Јутро                  |
| 1968.  | Бранимир Шћепановић                 | Пре истине             |
| 1969.  | Станислава Борисављевић             | Низводно од сунца      |
| 1970.  | Пуриша Ђорђевић                     | Бициклисти             |
| 1971.  | Мирослав Антић                      | Доручак са ђаволом     |
| 1972.  | Славко Јаневски (подељена)          | Македонски део пакла   |
| 1972.  | Панде Тошковски (подељена)          | Македонски део пакла   |
| 1972.  | Ватрослав Мимица (подељена)         | Македонски део пакла   |
| 1973.  | Бранимир Шћепановић                 | Сутјеска               |
| 1974.  | Бранко Шомен                        | Лет мртве птице        |
| 1975.  | Арсен Диклић (подељена)             | Зимовање у Јакобсфелду |
| 1975.  | Бранко Бауер (подељена)             | Зимовање у Јакобсфелду |
| 1976.  | Здравко Велимировић (подељена)      | Врхови Зеленгоре       |
| 1976.  | Младен Ољача (подељена)             | Врхови Зеленгоре       |
| 1976.  | Ђурица Лабовић (подељена)           | Врхови Зеленгоре       |
| 1977.  | Славко Голдштајн (подељена)         | Акција стадион         |
| 1977.  | Душан Вукотић (подељена)            | Акција стадион         |
| 1978.  | Драгослав Михаиловић                | Тамо и натраг          |
| 1979.  | Петрит Имами                        | Ера е Лиси             |
| 1980.  | Пуриша Ђорђевић                     | Осам кила среће        |
| 1981.  | Абдулах Сидран                      | Сјећаш ли се Доли Бел  |
| 1982.  | Мирза Идризовић                     | Мирис дуња             |
| 1983.  | Живојин Павловић (подељена)         | Задах тела             |
| 1983.  | Слободан Голубовић Леман (подељена) | Задах тела             |
| 1984.  | Бранко Градишник                    | Године одлуке          |
| 1985.  | Абдулах Сидран                      | Отац на службеном путу |
| 1986.  | Гордан Михић                        | Срећна нова ’49.       |
| 1987.  | Дејан Шорак                         | Официр с ружом         |
| 1988.  | Жарко Драгојевић                    | Кућа поред пруге       |
| 1989.  | Душан Ковачевић                     | Сабирни центар         |
| 1990.  | Ференц Деак                         | Граница                |

### За независне Хрватске (1992—данас)
| Година | Добитник                    | Филм                       |                          |
| ------ | --------------------------- | -------------------------- | ------------------------ |
| 1991.  | Фестивал није био одржан    | Фестивал није био одржан   | Фестивал није био одржан |
| 1992.  | Лада Каштелан (подељена)    | Крхотине                   |                          |
| 1992.  | Зринка Огреста (подељена)   | Крхотине                   |                          |
| 1993.  | Звонимир Берковић           | Контеса Дора               |                          |
| 1994.  | Фестивал није био одржан    | Фестивал није био одржан   | Фестивал није био одржан |
| 1995.  | Лукас Нола                  | Сваки пут кад се растајемо |                          |
| 1996.  | Нино Шкрабе                 | Не заборави ме             |                          |
| 1997.  | Бранко Шмит                 | Божић у Бечу               |                          |
| 1998.  | Снјежана Трибусон           | Три мушкарца Мелите Жгањер |                          |
| 1999.  | Зринко Огреста (подељена)   | Црвена Прашина             |                          |
| 1999.  | Горан Трибусон (подељена)   | Црвена Прашина             |                          |
| 2000.  | Иво Брешан (подељена)       | Маршал                     |                          |
| 2000.  | Винко Брешан (подељена)     | Маршал                     |                          |
| 2001.  | Јосип Цвенић                | Краљица ноћи               |                          |
| 2002.  | Горан Трибусон              | Не дао Бог већег зла       |                          |
| 2003.  | Јурица Павичић (подељена)   | Свједоци                   |                          |
| 2003.  | Живко Залар (подељена)      | Свједоци                   |                          |
| 2004.  | Антун Врдољак               | Дуга мрачна ноћ            |                          |
| 2005.  | Дејан Шорак                 | Два играча са клупе        |                          |
| 2006.  | Антонио Нуић                | Све џаба                   |                          |
| 2007.  | Огњен Свиличић              | Армин                      |                          |
| 2008.  | Горан Рушиновић (подељена)  | Бјуик ривијера             |                          |
| 2008.  | Миљенко Јерковић (подељена) | Бјуик ривијера             |                          |
| 2009.  | Антонио Нуић                | Кењац                      |                          |
| 2010.  | Невио Марасовић             | The Show Must Go On        |                          |
| 2011.  | Томислав Радић              | Котловина                  |                          |
| 2012.  | Влатка Воркапић             | Соња и бик                 |                          |
| 2013.  | Бобо Јелчић                 | Одбрана и заштита          |                          |
| 2014.  | Иван Павличић               | Број 55                    |                          |
| 2015.  | Јосип Млакић                | Имена вишње                |                          |
| 2016.  | Мате Матишић (подељена)     | С оне стране               |                          |
| 2016.  | Зринко Огреста (подељена)   | С оне стране               |                          |
| 2017.  | Рајко Грлић (подељена)      | Устав Републике Хрватске   |                          |
| 2017.  | Анте Томић (подељена)       | Устав Републике Хрватске   |                          |
| 2018.  | Сара Хрибар (подељена)      | Лада Каменски              |                          |